# Pesi leggeri
I pesi leggeri sono una categoria di peso del pugilato e del wrestling.

## Limiti di peso
Nel pugilato moderno il peso dei contendenti non deve superare:
- professionisti: 135 lb (61,24 kg);
- dilettanti: 60 kg.

## Campioni professionisti

### Uomini
Dati aggiornati al 13 marzo 2023. Fonte: BoxRec.
| Federazione | Dal | Campione                 | Record         | Difese | Prossima difesa | Avversario (record)              |
| ----------- | --- | ------------------------ | -------------- | ------ | --------------- | -------------------------------- |
| WBA         | 5 giugno 2022 | Devin Haney (Super)      | 29-1-0 (15 KO) | 1      | 20 maggio 2023  | Vasyl' Lomačenko (17-2-0; 11 KO) |
| WBA         | L'11 marzo 2023 è stata resa ufficiale la sfida tra il campione indiscusso di categoria Devin Haney e l'ucraino Vasyl' Lomačenko. L'incontro si disputerà presso la MGM Grand Garden Arena di Las Vegas il 20 maggio 2023. Haney ha conquistato tutte le corone di categoria nel giugno 2022, battendo l'australiano George Kambosos. Lomačenko avrebbe dovuto affrontare lo stesso Kambosos, poi lo scoppio del conflitto russo-ucraino non gli ha consentito di partecipare alla sfida con l'australiano, data la sua decisione di rimanere in Ucraina. |                          |                |        |                 |                                  |
| WBA         | 5 dicembre 2021 | Gervonta Davis (Regular) | 29-0-0 (27 KO) | 5      |                 |                                  |
| WBC         | 4 dicembre 2021 | Devin Haney              | 29-0-0 (15 KO) | 6      | 20 maggio 2023  | Vasyl' Lomačenko (17-2-0; 11 KO) |
| WBC         | Sfidante obbligatorio: Shakur Stevenson (20-0-0; 10 KO) |                          |                |        |                 |                                  |
| WBC         | - L'11 marzo 2023 è stata resa ufficiale la sfida tra il campione indiscusso di categoria Devin Haney e l'ucraino Vasyl' Lomačenko. L'incontro si disputerà presso la MGM Grand Garden Arena di Las Vegas il 20 maggio 2023. Haney ha conquistato tutte le corone di categoria nel giugno 2022, battendo l'australiano George Kambosos. Lomačenko avrebbe dovuto affrontare lo stesso Kambosos, poi lo scoppio del conflitto russo-ucraino non gli ha consentito di partecipare alla sfida con l'australiano, data la sua decisione di rimanere in Ucraina. - L'8 aprile 2023 Shakur Stevenson è diventato sfidante obbligatorio dopo aver battuto per KO alla 6ª ripresa il giapponese Shuichiro Yoshino in un incontro eliminatorio. Nel settembre 2022 Stevenson era stato privato dei titoli WBC e WBO dei pesi superpiuma per aver mancato il peso limite prima del suo incontro contro il brasiliano Robson Conceição. Dopo aver comunque combattuto contro il brasiliano battendolo nettamente, Stevenson ha successivamente preso la decisione di salire nei pesi leggeri, con lo scopo di sfidare il dominio del campione Devin Haney. |                          |                |        |                 |                                  |
| WBO         | 5 giugno 2022 | Devin Haney              | 29-0-0 (15 KO) | 1      | 20 maggio 2023  | Vasyl' Lomačenko (17-2-0; 11 KO) |
| WBO         | L'11 marzo 2023 è stata resa ufficiale la sfida tra il campione indiscusso di categoria Devin Haney e l'ucraino Vasyl' Lomačenko. L'incontro si disputerà presso la MGM Grand Garden Arena di Las Vegas il 20 maggio 2023. Haney ha conquistato tutte le corone di categoria nel giugno 2022, battendo l'australiano George Kambosos. Lomačenko avrebbe dovuto affrontare lo stesso Kambosos, poi lo scoppio del conflitto russo-ucraino non gli ha consentito di partecipare alla sfida con l'australiano, data la sua decisione di rimanere in Ucraina. |                          |                |        |                 |                                  |
| IBF         | 5 giugno 2022 | Devin Haney              | 29-0-0 (15 KO) | 1      | 20 maggio 2023  | Vasyl' Lomačenko (17-2-0; 11 KO) |
| IBF         | L'11 marzo 2023 è stata resa ufficiale la sfida tra il campione indiscusso di categoria Devin Haney e l'ucraino Vasyl' Lomačenko. L'incontro si disputerà presso la MGM Grand Garden Arena di Las Vegas il 20 maggio 2023. Haney ha conquistato tutte le corone di categoria nel giugno 2022, battendo l'australiano George Kambosos. Lomačenko avrebbe dovuto affrontare lo stesso Kambosos, poi lo scoppio del conflitto russo-ucraino non gli ha consentito di partecipare alla sfida con l'australiano, data la sua decisione di rimanere in Ucraina. |                          |                |        |                 |                                  |

### Donne
Dati aggiornati al 1 maggio 2023. Fonte: BoxRec.
| Federazione | Dal | Campione                   | Record        | Difese | Prossima difesa | Avversario (record) |
| ----------- | --- | -------------------------- | ------------- | ------ | --------------- | ------------------- |
| WBA         | 28 ottobre 2017 | Katie Taylor               | 22-0-0 (6 KO) | 14     |                 |                     |
| WBA         | L'incontro, inizialmente programmato per il 20 maggio 2023, è stato rinviato a causa di un infortunio (non meglio specificato) della sfidante Amanda Serrano. Una nuova data non è stata ancora comunicata. In sostituzione della sfida con la cubana, l'11 marzo 2023 è stata ufficializzata la sfida tra Katie Taylor e l'inglese Chantelle Cameron, campionessa indiscussa dei pesi superleggeri. La sfida, che si terrà il 20 maggio 2023 presso la 3Arena di Dublino, avrà però valenza per il titolo dei pesi superleggeri, quindi Katie Taylor salirà di categoria e, indipendentemente dal risultato, manterrà i titoli dei pesi leggeri.   |                            |               |        |                 |                     |
| WBC         | 1 giugno 2019 | Katie Taylor               | 22-0-0 (6 KO) | 7      |                 |                     |
| WBC         | - L'incontro, inizialmente programmato per il 20 maggio 2023, è stato rinviato a causa di un infortunio (non meglio specificato) della sfidante Amanda Serrano. Una nuova data non è stata ancora comunicata. In sostituzione della sfida con la cubana, l'11 marzo 2023 è stata ufficializzata la sfida tra Katie Taylor e l'inglese Chantelle Cameron, campionessa indiscussa dei pesi superleggeri. La sfida, che si terrà il 20 maggio 2023 presso la 3Arena di Dublino, avrà però valenza per il titolo dei pesi superleggeri, quindi Katie Taylor salirà di categoria e, indipendentemente dal risultato, manterrà i titoli dei pesi leggeri. |                            |               |        |                 |                     |
| WBC         | 15 aprile 2023 | Mikaela Mayer (ad interim) | 18-1-0 (5 KO) | 0      |                 |                     |
| WBO         | 15 marzo 2019 | Katie Taylor               | 22-0-0 (6 KO) | 8      |                 |                     |
| WBO         | L'incontro, inizialmente programmato per il 20 maggio 2023, è stato rinviato a causa di un infortunio (non meglio specificato) della sfidante Amanda Serrano. Una nuova data non è stata ancora comunicata. In sostituzione della sfida con la cubana, l'11 marzo 2023 è stata ufficializzata la sfida tra Katie Taylor e l'inglese Chantelle Cameron, campionessa indiscussa dei pesi superleggeri. La sfida, che si terrà il 20 maggio 2023 presso la 3Arena di Dublino, avrà però valenza per il titolo dei pesi superleggeri, quindi Katie Taylor salirà di categoria e, indipendentemente dal risultato, manterrà i titoli dei pesi leggeri.   |                            |               |        |                 |                     |
| IBF         | 24 aprile 2018 | Katie Taylor               | 22-0-0 (6 KO) | 12     |                 |                     |
| IBF         | L'incontro, inizialmente programmato per il 20 maggio 2023, è stato rinviato a causa di un infortunio (non meglio specificato) della sfidante Amanda Serrano. Una nuova data non è stata ancora comunicata. In sostituzione della sfida con la cubana, l'11 marzo 2023 è stata ufficializzata la sfida tra Katie Taylor e l'inglese Chantelle Cameron, campionessa indiscussa dei pesi superleggeri. La sfida, che si terrà il 20 maggio 2023 presso la 3Arena di Dublino, avrà però valenza per il titolo dei pesi superleggeri, quindi Katie Taylor salirà di categoria e, indipendentemente dal risultato, manterrà i titoli dei pesi leggeri.   |                            |               |        |                 |                     |

## Professionisti
Alcuni tra i migliori rappresentanti della categoria sono stati:
- Antonio Puddu
- Lou Ambers
- Sammy Angott
- Bruno Arcari  (pesi superleggeri)
- Alexis Argüello
- Henry Armstrong
- Ken Buchanan
- Jack Kid Berg   (pesi superleggeri)
- Joe Brown
- Héctor Camacho
- Tony Canzoneri
- Jimmy Carter
- Joel Casamayor
- Antonio Cervantes  (pesi superleggeri)
- Julio César Chávez
- Diego Corrales
- Óscar de la Hoya
- Roberto Durán
- Joe Gans
- Amir Khan
- Beau Jack
- Lew Jenkins
- Rocky Kansas
- Ismael Laguna
- Benny Leonard
- Nicolino Locche  (pesi superleggeri)
- Duilio Loi  (pesi superleggeri)
- Ray Mancini
- Sammy Mandell
- Juan Manuel Márquez
- Floyd Mayweather, Jr.
- Jack McAuliffe
- Carlos Ortiz
- Manny Pacquiao
- Billy Petrolle
- Edwin Valero
- Freddie Welsh
- Pernell Whitaker
- Ike Williams
- Acelino POPÓ Freitas

## Campioni olimpici
- 1904 –  Harry Spanger
- 1908 –  Frederick Grace
- 1920 –  Samuel Mosberg
- 1924 –  Hans Jacob Nielsen
- 1928 –  Carlo Orlandi
- 1932 –  Lawrence Stevens
- 1936 –  Imre Harangi
- 1948 –  Gerlad Dreyer
- 1952 –  Aureliano Bolognesi
- 1956 –  Dick McTaggart
- 1960 –  Kazimierz Paździor
- 1964 –  Józef Grudzień
- 1968 –  Ronald W. Harris
- 1972 –  Jan Szczepański
- 1976 –  Howard Davis
- 1980 –  Ángel Herrera
- 1984 –  Pernell Whitaker
- 1988 –  Andreas Zülow
- 1992 –  Óscar de la Hoya
- 1996 –  Hocine Soltani
- 2000 –  Mario César Kindelán Mesa
- 2004 –  Mario César Kindelán Mesa
- 2008 –  Aleksej Tiščenko
- 2012 –  Vasyl' Lomačenko
- 2016 –  Robson Conceição